# サム・アミドン
サム・アミドン（Sam Amidon、1981年6月3日 - ）は、アメリカ合衆国のシンガーソングライター。両親はフォーク・ミュージシャンのピーター・アミドンとメアリー・アリス・アミドン。現在はニューヨークの近くに住んでいる。

## 経歴
ビョークの音楽プロデューサーとして知られるヴァルゲイル・シグルズソンによるプロデュース作『All Is Well』でインディー・ミュージック・ファンに広く知られるようになった。同作はアイスランドでレコーディングされ、ヴァルゲイルがオーナーを務めるBedroom Communityから発表された。
2010年発表のサード・アルバム『アイ・シー・ザ・サイン』も前作に引き続きヴァルゲイル・シグルズソンのプロデュース、ニコ・マーリーによるアレンジの作品である。妻はシンガーソングライターのベス・オートン。

## ディスコグラフィ

### アルバム
- Solo Fiddle (2001年)
- Home Alone Inside My Head (2003年) ※ライブ・マルチメディア・パフォーマンス
- But This Chicken Proved Falsehearted (2007年、Plug Research) ※Samamidon名義
- All Is Well (2008年、Bedroom Community) ※Samamidon名義
- 『アイ・シー・ザ・サイン』 - I See the Sign (2010年、Bedroom Community)
- Bright Sunny South (2013年、Nonesuch)
- Lily-O (2014年、Nonesuch)
- The Following Mountain (2017年、Nonesuch)
- Folk Songs (2017年、Nonesuch) ※with クロノス・クァルテット
- Fatal Flower Garden (A Tribute to Harry Smith) (2019年、Nonesuch) ※EP
- Sam Amidon (2020年、Nonesuch)